# تساغكاسير (آراغاتسوتن)
مدينة تساغكاسير (بالإنجليزية: Tsaghkasar)‏ هي إحدى المدن التابعة لمقاطعة آراغاتسوتن في أرمينيا. يقدر عدد سكانها بـ 124 نسمة حسب الإحصاء الذي جرى عام 2011.